# Céline Roy
Pour les articles homonymes, voir Roy.
Céline Roy est une joueuse de kayak-polo internationale française.

## Sélections
Sélections en équipe de France senior
- Championnats d'Europe 2001 : Médaille de bronze[1]